# Badlands d'Elmenteita
 (novembre 2020).
Si vous disposez d'ouvrages ou d'articles de référence ou si vous connaissez des sites web de qualité traitant du thème abordé ici, merci de compléter l'article en donnant les références utiles à sa vérifiabilité et en les liant à la section « Notes et références ».
Les Badlands d'Elmenteita, connues aussi sous le nom de forêt d'Otutu  ou forêt d'Ututu, sont un champ de lave au Kenya, qui couvre environ 36 km2. Cet endroit était auparavant couvert d'une épaisse forêt de zone sèche, caractérisée par la présence de génévriers et de brousailles de Leleshwa (Tarchonanthus camphoratus) ainsi que de jasmin et de Boophone.
Le terrain n'est pas propice à l'agriculture ni à l'élevage, car couvert d'une brousaille qui pousse au milieu des blocs de lave.

## Géographie
Les Badlands se situent entre le lac Elmenteita et le volcan Ol Doinyo Eburru. Le terrain est couvert de cônes pyroclastiques datant de l'Holocène. Le point le plus élevé est à 2 126 mètres d'altitude.  Parmi ses proéminences, on compte le Horseshoe Crater (lit. « cratère du fer à cheval ») et le Scout Hat Hill (lit. « colline du chapeau de scout », nommée ainsi en raison de sa forme évoquant le chapeau de scout de Robert Baden-Powell). Il existe aussi quelques tunnels de lave, qui présentent des traces d'occupation humaine préhistorique telles que des meules à broyer et des bols en pierre, retrouvés par les habitants à l'occasion de fouilles rudimentaires. Ces grottes ont aussi été occupées par des réfugiés fuyant les violences post-électorales en 2008.

## Population
La région a été fortement dégradée depuis les années 1980, utilisée pour la fabrication de charbon de bois, le braconnage et la confection de changaa (en),  un alcool local. À l'extrémité nord-est de la zone se trouve un endroit nommé Soko Mjinga (« marché des fous ») où ces produits sont commercialisés.
Les conditions de vie dans la forêt d'Ututu sont marquées par la prévalence de la leishmaniose, notamment la leishmaniose cutanée, véhiculée par les Damans des rochers et les mouches des sables, très nombreux. Les seules sources d'eau sont des évents de vapeur qu'on trouve le long de l'ancienne ligne de chemin de fer à la limite orientale de la forêt (actuellement une route), qui s'étendait entre les villes d'Elmenteita et de Gilgil avant son réalignement en 1945. L'emplacement de l'ancienne gare d'Eburru (aujourd'hui disparue), situé au bord de la rivière Otutu, sert de lieu de fabrication pour des condenseurs, confectionnés à partir de barils de pétrole et de tôles ondulées, que les habitants utilisent pour se procurer de l'eau à partir de la vapeur.

## Galerie photographique

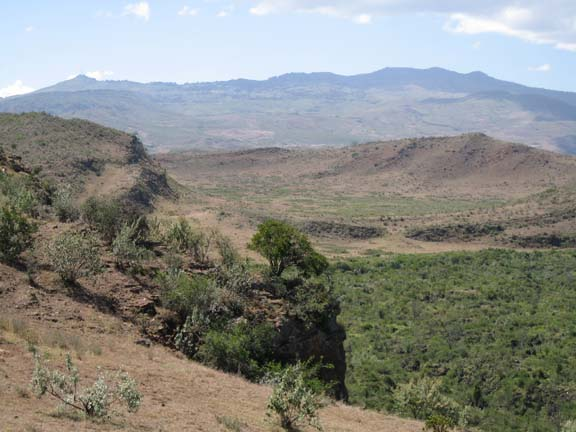
Vue vers le sud au travers des badlands avec l'Eburru en arrière-plan.
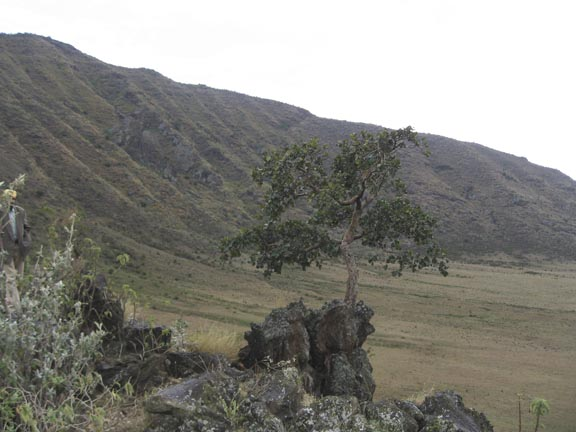
Flanc nord du cratère Horseshoe.
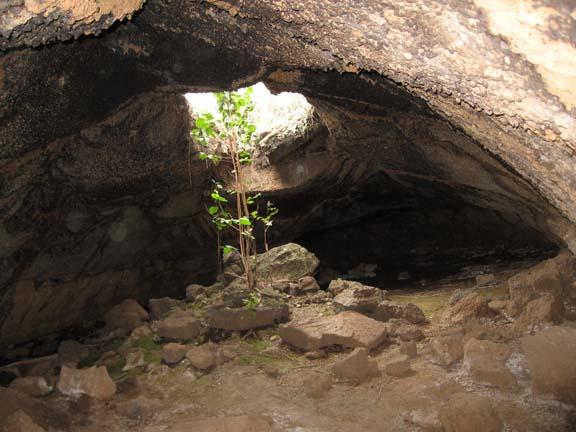
Tunnel de lave.